# (14143) Hadfield
(14143) Hadfield ist ein Asteroid des Hauptgürtels, der am 18. September 1998 im Rahmen der Spacewatch am Kitt-Peak-Nationalobservatorium (IAU-Code 695) auf dem Gipfel des Kitt Peak in der Sonora-Wüste in Arizona entdeckt wurde.
Der Himmelskörper wurde am 14. Juni 2003 nach dem ehemaligen kanadischen Astronauten Chris Hadfield (* 1959) benannt, der an den Missionen STS-74 und STS-100 und der ISS-Expedition 34 teilnahm sowie im Rahmen der ISS-Expedition 35 als erster Kanadier das Kommando über die ISS übernahm.